# Collio Goriziano Cabernet Sauvignon
Le Collio Goriziano Cabernet Sauvignon (ou Collio Cabernet Sauvignon) est un vin rouge italien de la région Frioul-Vénétie Julienne doté d'une appellation DOC depuis le 3 novembre 1989.
Seuls ont droit à la DOC les vins récoltés à l'intérieur de l'aire de production définie par le décret. Les vignobles autorisés se situent dans la province de Gorizia dans les communes et hameaux de Brazzano, Capriva del Friuli, Cormons - Plessiva, Dolegna del Collio, Farra d'Isonzo, Lucinico, Mossa, Oslavia, Ruttars et San Floriano del Collio.
Le Collio Goriziano Cabernet Sauvignon répond à un cahier des charges moins exigeant que le Colli Goriziano Cabernet Sauvignon riserva, essentiellement en relation avec le vieillissement.

## Caractéristiques organoleptiques
- Couleur : rouge rubis intense, tendant au rouge grenat avec le vieillissement
- Odeur : vineux, intense, agréable
- Saveur : sèche, tannique, harmonique

Le Collio Goriziano Cabernet Sauvignon se déguste à une température comprise entre 15 et 17 °C. Il se garde 2 à 4 ans.

## Association de plats conseillée
Les viandes rouges grillées

## Production
Province, saison, volume en hectolitres :
- Gorizia (1990-1991) : 84,92
- Gorizia (1991-1992) : 184,42
- Gorizia (1992-1993) : 281,51
- Gorizia (1993-1994) : 413,39
- Gorizia (1994-1995) : 402,54
- Gorizia (1995-1996) : 495,18
- Gorizia (1996-1997) : 664,87